# Смена (футбольный клуб, Волковыск)

«Смена» (бел. «Змена») — белорусский футбольный клуб из города Волковыск.

## История
Футбольный клуб из города Волковыск, выступавший на любительском уровне в чемпионате Гродненской области. Основанный в 1926 под названием Волковысская футбольная дружина. После в 1955 году, в чемпионате БССР участвовала команда «Динамо» из Волковыска.
Дебютный сезон в сильнейшей лиге БССР выдался на славу. Волковычане финишировали на третьем призовом месте, пропустив вперед только две столичные команды — завода им. Молотова и ФШМ. За год до этого успеха динамовцы уверенно выступили во 2-й группе первенства БССР, победив многих мастеровитых соперников. В финальном турнире, проходившем в Гродно, волковычане опередили минский «Торпедо-МТЗ» и команду завода «Изоплит» (Гомель). Первенство 1956 года проводилось в рамках республиканской спартакиады. В предварительном турнире команда Гродненской области, составленная преимущественно из гродненских и волковысских футболистов, заняла второе место в третьей группе. В финале за 4—6 места гродненцы сыграли вничью со сборной Витебской области и ФШМ Минск. В итоге — 5 место. В 1957 году динамовцы снова облюбовали пьедестал почета чемпионата БССР, уступив второе место сборной Бобруйска и первое — главным триумфаторам сезона, футболистам минской «Энергии». Успехи волковысской команды помогли прославить не только военную часть, но и город. Однако долго просуществовать «Динамо» не удалось: демобилизовавшись, ребята разъезжались по домам, а после перевода в 1958 году волковысской погранчасти в другой город команды не стало. После распада «Динамо» в Волковыске появился новый футбольный коллектив — «Труд». Лучшим результатом в чемпионате Белорусской ССР было второе место в финале второй группы в 1969 году. Кроме того, «Труд» неоднократно становился чемпионом среди команд общества «Урожай», достойно участвовал во всесоюзных соревнованиях «Золотой колос», неоднократно становился призером областного чемпионата. В 1979 году команда «Труд» в последний раз пыталась покорить вершины высшей лиги чемпионата БССР. Сезон оказался неудачным — волковычане финишировали на 20-м месте. А уже через год честь местного футбола защищал «Автомобилист», состоявший в большинстве своем из перспективных юных футболистов детской команды «Чайка» и бывших игроков «Труда».«Первый блин» оказался «комом» — 20-е место в чемпионате БССР. Высокими результатами команда не могла похвастаться и далее.  1985 год был ознаменован дебютным участием команды «КСОМ» в главном футбольном турнире БССР. Интернациональный состав, в котором играли белорусы, армяне, молдаване, литовцы, украинцы, специально приглашенный тренер из Могилева Евгений Башкатов, а также известный в Советском Союзе футболист, мастер спорта СССР Александр Васин. Из стабильного середняка чемпионата (лучший результат 7 место!) «КСОМ» постепенно скатился до уровня аутсайдера второй лиги, и в 1990 году не доиграв до конца сезона, команда была снята с турнира. После распада СССР была предпринята попытка реанимировать волковысский футбол. Она увенчалась краткосрочным появлением «Смены-01», созданной на базе пожарной части. Команда три сезона (с 1996 по 1998 г.) отыграла в низшей лиге республиканского чемпионата. Лучшим ее результатом было 11 место в дебютном сезоне. Преодолевая все околоигровые трудности, футболисты старались порадовать своих болельщиков зрелищной игрой. Так, в сезоне 1997 года «Смена-01» установила рекорд результативности в матчах чемпионата Беларуси, разгромив на своем поле лунинецкое «Полесье» со счетом 12:0.  Сразу восемь мячей в этом матче забил нападающий Вячеслав Зуйко. Причем команда гостей до этой встречи в турнирной таблице находилась выше волковычан. В команде раскрылись многие талантливые футболисты, впоследствии выступавшие за футбольные клубы не только нашей страны, но и ближнего зарубежья. Так, перспективный нападающий Сергей Цыбуль, перейдя в гродненский " неман "в 1999 году попал на карандаш селекционеров московского «Локомотива». В этой команде ему не удалось закрепиться, зато в «Спартаке» из Нальчика Сергей в полной мере смог раскрыть свой недюжий талант. Вернувшись в родную синеокую, воспитанник волковысской ДЮСШ поиграл во многих отечественных командах, отметившись наибольшей результативностью в ФК «Лида». Полузащитник Владимир Петров попал в поле зрения гродненского «Немана », а затем выступал за многие белорусские клубы. Один из лучших нападающих «Смены-01» Дмитрий Лешанюк по окончании сезона 1998 года уехал на просмотр в одну из столичных команд, но в итоге оказался в составе мозырьской «Славии». Успел он поиграть и в чемпионате Польши за команду «Спарта». Однако самую результативную игру Дмитрий продемонстрировал в составе гродненского «Динамо-Белкард», забив за 4 проведенных сезона в чемпионате страны 36 мячей. И с тех пор «Смена» полностью оправдывает свое название — готовит смену для других футбольных команд, с переменным успехом выступая в областном чемпионате.  На счету команды 3 бронзовых пьедестала — в 2001, 2016 и 2019 годах и одно серебро — в 2003 году. В 2017 году «Смена» выиграла Кубок области. В 2023 году заняли первое место в 
В 2021 году, после объединения областной чемпионатов со Второй лигой, футбольный клуб стал одним из участников чемпионата. В сезоне 2023 года клуб занял первое место в гродненском дивизионе Второй лиги и вышел в финальный этап. В 2023 году выиграли  кубок Гродненской области
Главный тренер с 2021 года — Евгений Савостьянов.
Главный тренер "КСОМ" в 1985 году Евгений Башкатов и Александр Васин